# کیلبارچان
کیلبارچان (به انگلیسی: Kilbarchan) یک روستا در بریتانیا است که در رنفروشر واقع شده‌است. کیلبارچان ۳٬۶۲۲ نفر جمعیت دارد.